# Platina 220
Platina 220 é um arranha-céu de uso misto localizado no distrito do Tatuapé, na zona leste de São Paulo. Composto por hotel, apartamentos residenciais, salas comerciais e lajes corporativas, sua construção se iniciou em 2018, tendo a conclusão de suas obras e a entrega em setembro de 2022.
Em março de 2021, quando o seu quinquagésimo último andar foi concluído a 172 metros de altura, o edifício tornou-se, à época, o mais alto da cidade de São Paulo, dois metros a mais que o até então recordista, o edifício Mirante do Vale, que permaneceu na posição por mais de cinquenta anos. Porém, no dia 31 de março de 2025, perdeu o posto de mais alto da cidade para a torre corporativa do complexo Alto das Nações, ainda em construção.

## Histórico
Suas obras iniciaram em setembro de 2018 em um terreno localizado na Rua Bom Sucesso, no bairro do Tatuapé, atrás do Shopping Metrô Tatuapé e da Estação Tatuapé do Metrô de São Paulo. O edifício possui com um complexo de lojas localizadas no térreo do edifício e uma torre segmentada com hotel, apartamentos residenciais, salas comerciais e lajes corporativas.
O projeto foi concebido pelo escritório de arquitetura Königsberger Vannucchi, sob encomenda da Porte Engenharia, sendo divulgado e anunciado pela empresa como um projeto baseado em conceitos e regulações do atual Plano Diretor de São Paulo e como parte de um conjunto de empreendimentos da mesma empresa na região denominado "Eixo Platina".
Sua inauguração estava prevista para 2021, porém, devido à pandemia e à consequente paralisação das obras, a entrega foi reprogramada para junho de 2022. Posteriormente, uma nova data de entrega foi marcada para setembro. A cerimônia de inauguração contou com show do cantor Maurício Manieri e um grande show pirotécnico no terraço do edifício.
A cerca de 2 quilometros de distância do local, fica também localizado o edifício Figueira Altos do Tatuapé, inaugurado em 2021 e atual maior residencial e terceiro edifício mais alto da cidade de São Paulo. Ainda na fase de projeto, o Platina 220 conquistou o selo internacional de sustentabilidade AQUA-HQE, da Fundação Vanzolini.
Em 1 de novembro de 2022 foi inaugurado o hotel do edifício, tendo sua operação assumida pela administradora hoteleira Intercity Hotels.

## Galeria

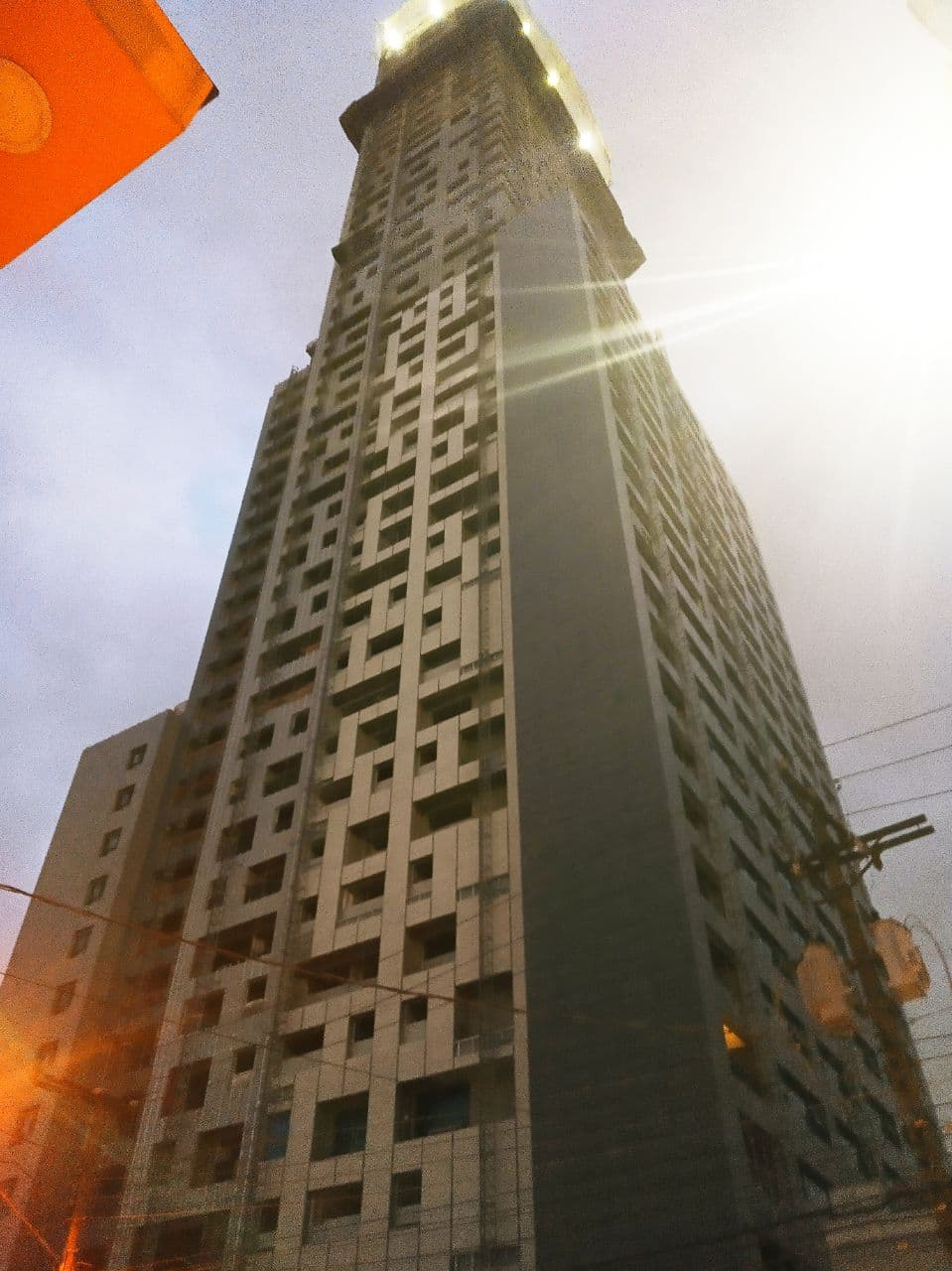
Obras do edifício em abril de 2021
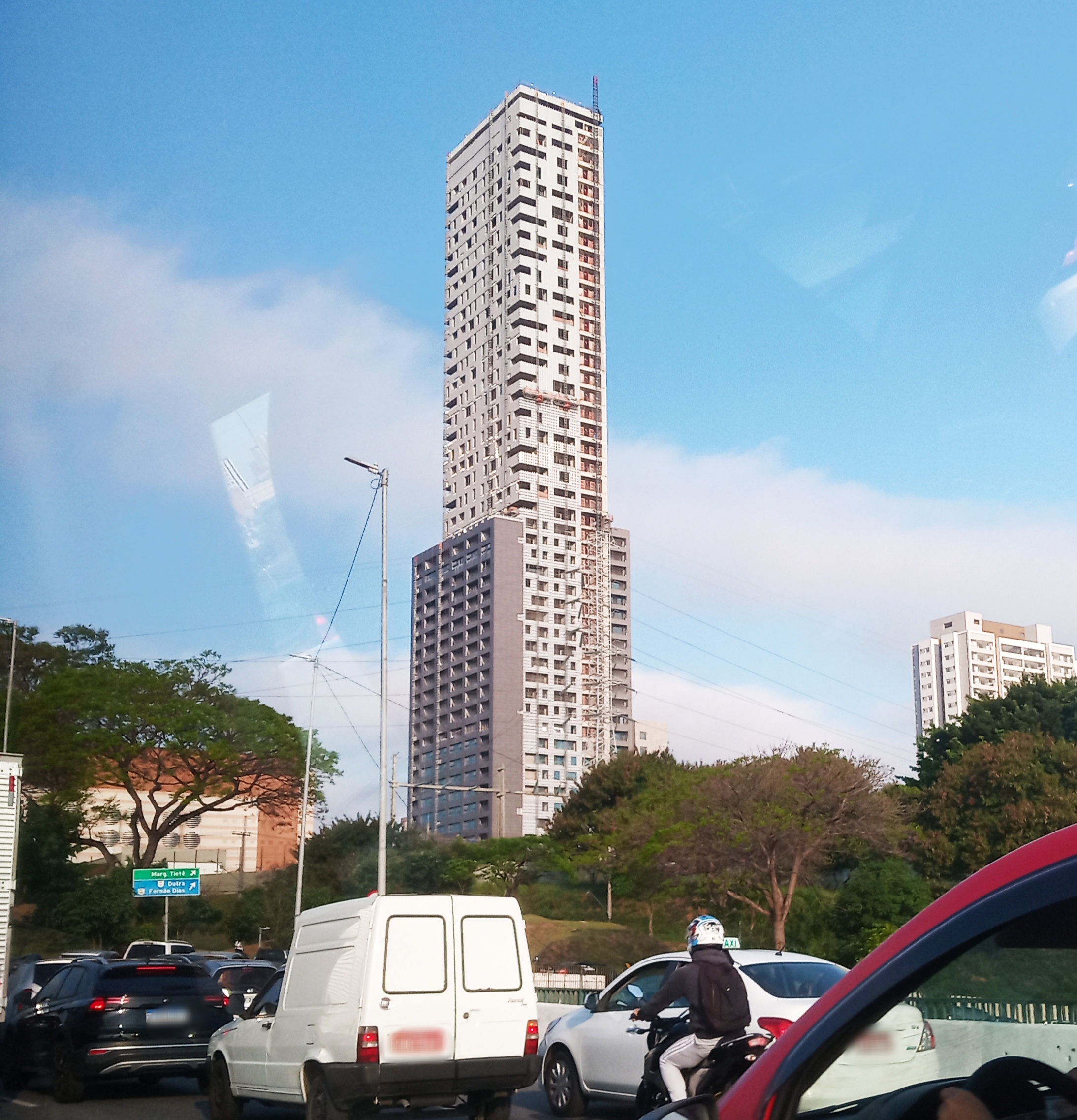
Obras do edifício em outubro de 2021 vistas a partir da Radial Leste
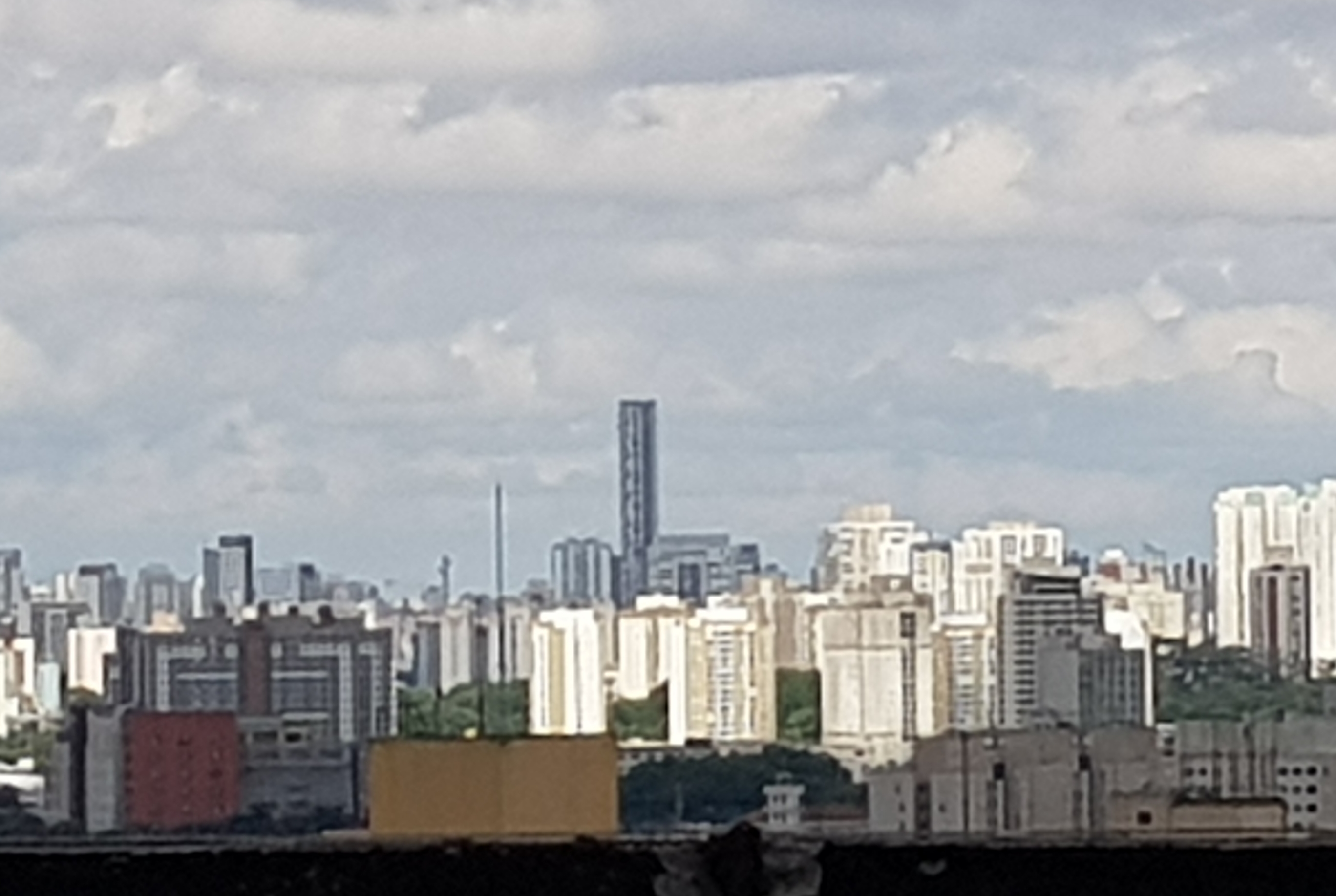
Ao centro da foto, o Platina 220 - visto a partir do centro de São Paulo
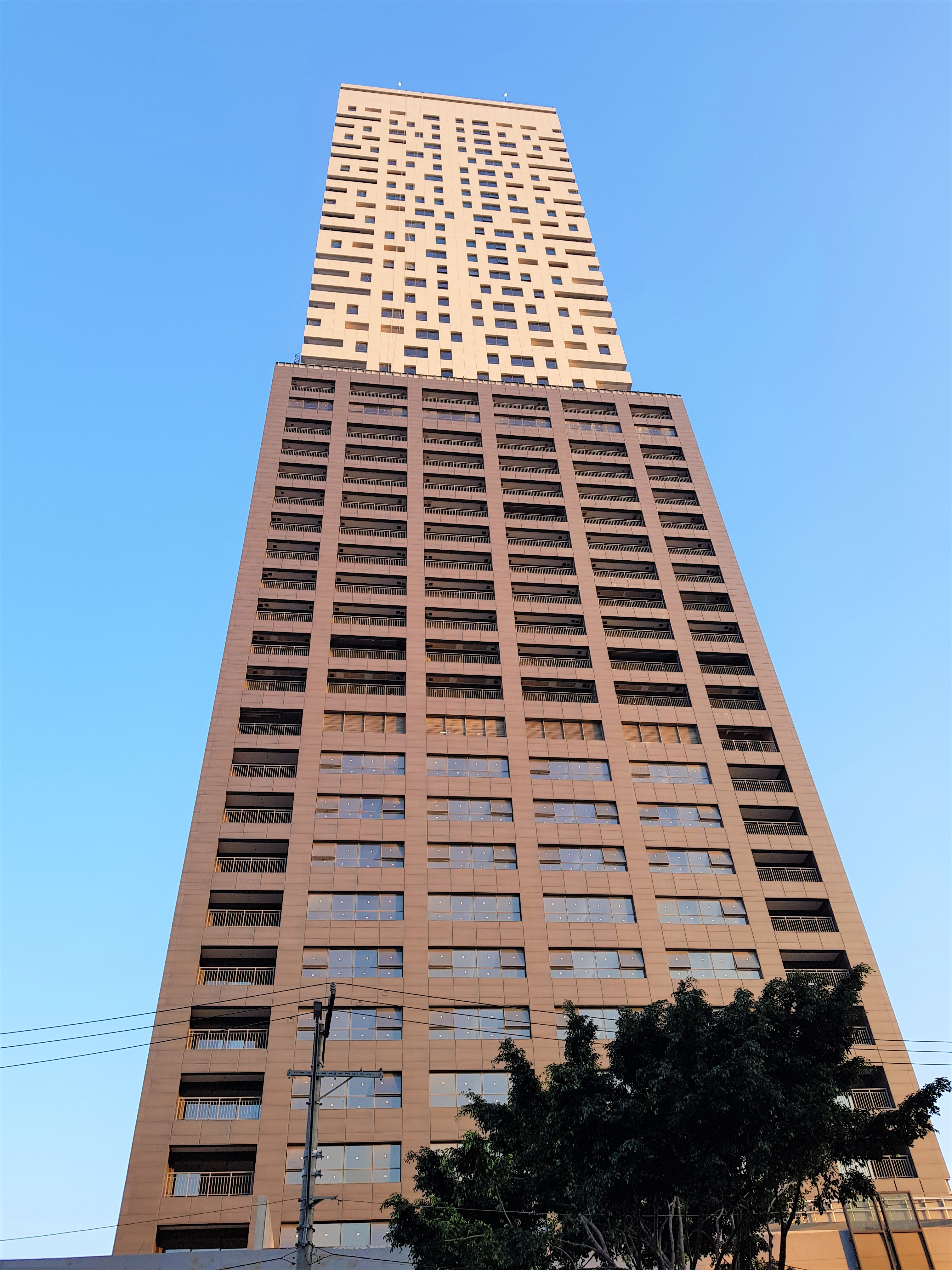
Visão lateral do edifício a partir da entrada do Shopping Metrô Tatuapé